# Burgstall Betzendorf
Der Burgstall Betzendorf ist eine abgegangene mittelalterliche Höhenburg (Hügelburg?) auf 396 m ü. NHN etwa 1125 Meter westsüdwestlich der Ortsmitte von Betzendorf, einem heutigen Gemeindeteil von Heilsbronn im Landkreis Ansbach in Bayern.
Die ehemalige Burganlage schiebt sich spornartig von einer Hochfläche in das Tal des Triefendorfer Grabens hinein. Das ovale, 250 × 180 m große Areal ist nur noch als ebene Fläche mit künstlich versteilten Abbruchkanten an den Rändern zu erkennen.